# Monaco i olympiska vinterspelen 1994
Monaco deltog med fem deltagare vid de olympiska vinterspelen 1994 i Lillehammer. Ingen av landets deltagare erövrade någon medalj.